# Nokia N széria
A Nokia N széria a Nokia termékcsaládja, melyben multimédiás okostelefonok vannak. Ezek a modellek olyan digitális multimédiás szolgáltatásokkal rendelkeznek, mint a zenelejátszás, videófelvétel, fényképezés, mobil játékok és internet elérés. Az N széria készülékeinek legtöbbje támogatja a vezeték nélküli csatlakozásokat (3G, Wi-Fi)

## Történelem
2005. április 27-én egy amszterdami sajtókonferencián a Nokia bejelentette a multimédiás készülékek új nemzedékét. Az N sorozat első három készülékét mutatták be a konferencián, az N70, N90 és N91 modelleket. 2005. november 2-án jelentette be a Nokia az N71, N80, N92 modelleket, 2006. április 25-én az N72, N73, N93, 2006. szeptember 26-án az N75, N95, 2007. január 8-án az Nokia N76, Nokia N77, Nokia N93i, 2007. augusztus 29-én az N95 8GB, N81, N81 8GB, majd 2007. november 14-én az első xenon vakuval rendelkező N82 modellt. 2008-ban a barcelonai GSMA rendezvényen az N96 és N78 volt az újdonság, 2008 augusztusában az N79 és N85, 2008. december 2-án az N97. 2009. február 17-én jelentette be a cég a Nokia N86 8MP, az első 8 megapixeles telefonkészüléket, majd 2010 április 27-én a Nokia N8 modellt, mely az első készülék 12 megapixeles kamerával.

## Az N sorozat tagjai
- Nokia N70
- Nokia N71
- Nokia N72
- Nokia N73
- Nokia N75
- Nokia N76
- Nokia N77
- Nokia N78
- Nokia N79
- Nokia N79 Active
- Nokia N79 Eco
- Nokia N80
- Nokia N81
- Nokia N81 8GB
- Nokia N82
- Nokia N85
- Nokia N86 8MP
- Nokia N87 12MP
- Nokia N90
- Nokia N91
- Nokia N91 8GB
- Nokia N92
- Nokia N93
- Nokia N93i
- Nokia N95
- Nokia N95 8GB
- Nokia N96
- Nokia N97
- Nokia N97i
- Nokia N97 mini
- Nokia N800
- Nokia N810
- Nokia N900
- Nokia N8
- Nokia N9
- Nokia N950